# Anthomyza paraneglecta
Anthomyza paraneglecta är en tvåvingeart som beskrevs av Elberg 1968. Anthomyza paraneglecta ingår i släktet Anthomyza och familjen sumpflugor. Arten är reproducerande i Sverige. Inga underarter finns listade i Catalogue of Life.